# HMS H47
HMS H47 (pennant number - H47) – brytyjski okręt podwodny typu H. Zbudowany w latach 1917–1919 w stoczni William Beardmore and Company w Dalmuir, gdzie okręt został wodowany 19 listopada 1918 roku. Do służby w Royal Navy został przyjęty 25 lutego 1920 roku.
HMS H47 należał do serii okrętów typu H ze zmienioną konstrukcją. Po internowaniu części okrętów budowanych na zlecenie w Stanach Zjednoczonych zapadła decyzja o przeniesieniu produkcji do Wielkiej Brytanii. Od początku 1917 roku do końca 1920 roku w stoczniach Vickers, Cammell Laird, Armstrong Whitworth, Beardmore oraz HM Dockyard wybudowano 23 okręty tego typu.
9 lipca 1929 roku okręt zatonął po kolizji na Morzu Irlandzkim z innym brytyjskim okrętem podwodnym HMS L12.